# 医薬品卸の再編成 (昭和時代)
医薬品卸の再編成 (昭和時代)
- 平成以降について→医薬品卸の再編成 (平成時代)へ

| 存続会社     | 本社所在地            | 合併会社                       | 本社所在地               | 新会社                       | 筆頭取引（当時） |
| ------------ | --------------------- | ------------------------------ | ------------------------ | ---------------------------- | ---------------- |
| 大黒南海堂   | 福岡県                | 新松島共栄堂                   | 福岡県                   | 大黒南海堂（昭和23年）       | 三共             |
| 川口屋商店   | 福岡県                | 福岡医薬品                     | 福岡県                   | 川口屋（昭和31年）           | 武田薬品         |
| 大島屋       | 兵庫県                | 兵庫血液銀行                   | 兵庫県                   | 兵東薬販（昭和36年）         | 田辺製薬         |
| 飯塚薬剤     | 兵庫県                | マルヤ薬局                     | 兵庫県                   | 飯塚薬剤（昭和36年）         | 三共             |
| 中川安       | 京都府 （当時の本社） | 永和薬品商会                   | 東京都                   | 中川安（昭和36年）           | 武田薬品         |
| 八紅産業     | 広島県                | 尾道薬品協同組合               | 広島県                   | 八紅産業（昭和36年）         | 三共             |
| 佐賀薬品     | 佐賀県                | 辻薬店・松尾薬局               | 佐賀県                   | 西部薬品（昭和37年）         | 武田薬品         |
| 大黒南海堂   | 福岡県                | 山下薬品                       | 福岡県                   | 大黒南海堂（昭和38年）       | 三共             |
| 飯塚薬剤     | 兵庫県                | 小西薬品                       | 兵庫県                   | 大協薬剤（昭和38年）         | 三共             |
| コーエー     | 山口県                | 小倉薬品・山陽事業部           | 福岡県                   | 旭小倉薬品（昭和38年）       | 武田薬品         |
| 秋山愛生舘   | 北海道                | 谷薬品                         | 北海道                   | 秋山愛生舘（昭和38年）       | 武田薬品         |
| 鍋林         | 長野県                | 山本商店                       | 長野県                   | 鍋林（昭和38年）             | 武田薬品         |
| ホシ伊藤     | 北海道                | ホシ函薬                       | 北海道                   | ホシ伊藤（昭和39年）         | 藤沢薬品         |
| 大黒南海堂   | 福岡県                | 大九薬品                       | 福岡県                   | 大黒南海堂（昭和39年）       | 三共             |
| 秋山愛生舘   | 北海道                | 関谷大学堂                     | 北海道                   | 秋山愛生舘（昭和39年）       | 武田薬品         |
| 檜崎商店     | 広島県                | 白川薬局・堂面薬品             | 広島県                   | 東和薬品（昭和39年）         | 武田薬品         |
| 九鉱薬品     | 福岡県                | 清和薬品                       | 東京都                   | 九宏薬品（昭和39年）         | 藤沢薬品         |
| 旭小倉薬品   | 山口県                | 磯部商会・佐村薬品             | 山口県                   | 磯部旭小倉薬品（昭和39年）   | 武田薬品         |
| 宗田商店     | 広島県                | 岡田薬局                       | 岡山県                   | 良互薬品（昭和39年）         | 田辺製薬         |
| ビザン薬品   | 徳島県                | 柳屋薬品・内田風雲堂・田口薬品 | 徳島県                   | ビザン薬品（昭和40年）       | 武田薬品         |
| 八紅産業     | 広島県                | 富士薬品                       | 広島県                   | 成和産業（昭和40年）         | 三共             |
| 良互薬品     | 岡山県                | 八島薬品                       | 岡山県                   | 良互薬品（昭和40年）         | 田辺製薬         |
| 大協薬剤     | 兵庫県                | 兵庫薬品                       | 兵庫県                   | 大協（昭和40年）             | 三共             |
| 日野薬品     | 広島県                | 宅味薬品                       | 広島県                   | 光洋薬品（昭和40年）         | 田辺製薬         |
| 大石薬品     | 福岡県                | 筑後薬品                       | 福岡県                   | 大石薬品（昭和40年）         | 武田薬品         |
| 重松本店     | 大阪府                | 三雄薬品                       | 大阪府                   | 重松本店（昭和43年）         | 稲畑産業         |
| 大新薬品     | 愛媛県                | 新進薬品                       | 愛媛県                   | 大新薬品（昭和42年）         | 田辺製薬         |
| 良互薬品     | 岡山県                | 渡辺薬品                       | 岡山県                   | 良互薬品（昭和43年）         | 田辺製薬         |
| アイコー薬品 | 山口県                | 能美順天堂・河田薬品           | 山口県                   | コーエー（昭和42年）         | 武田薬品         |
| 重松本店     | 大阪府                | 千成宏精薬品                   | 大阪府                   | 重松本店（昭和43年）         | 田辺製薬         |
| 小倉薬品     | 福岡県                | 北九州メディカルサービス       | 福岡県                   | 小倉薬品（昭和43年）         | 武田薬品         |
| 王水堂薬品   | 島根県                | 小林薬局                       | 鳥取県                   | 王水堂薬品（昭和43年）       | 武田薬品         |
| 光洋薬品     | 広島県                | 三谷薬品                       | 山口県                   | 光洋薬品（昭和43年）         | 田辺製薬         |
| 成和産業     | 広島県                | 岡山ミドリ                     | 岡山県                   | 成和産業（昭和44年）         | 三共             |
| カサマツ     | 富山県                | 島田元之助商店                 | 富山県                   | カサマツ（昭和44年）         | 三共             |
| 大阪薬品     | 大阪府                | 三東薬品                       | 大阪府                   | 大阪薬品（昭和45年）         | 塩野義製薬       |
| 兵東薬販     | 兵庫県                | 大村薬品                       | 兵庫県                   | 兵東薬販（昭和45年）         | 塩野義製薬       |
| 日本商事     | 大阪府                | 大商薬品                       | 大阪府                   | 日本商事（昭和45年）         | 三共             |
| 鈴彦商店     | 宮城県                | 福島ミドリ十字                 | 福島県                   | 鈴彦商店（昭和46年）         | 武田薬品         |
| 厚生薬品     | 愛媛県                | 須藤薬品                       | 愛媛県                   | 厚生薬品（昭和46年）         | 三共             |
| 三星堂       | 兵庫県                | 厚和薬品・田辺薬品             | 大阪府                   | 三星堂（昭和46年）           | 武田薬品         |
| カサマツ     | 富山県                | 福森薬品                       | 富山県                   | カサマツ（昭和46年）         | 三共             |
| 河合薬品     | 長野県                | 河合晃商店                     | 長野県                   | 河合薬品（昭和46年）         | 武田薬品         |
| 明和薬品     | 岡山県                | ダテ薬局・津山薬品             | 岡山県                   | 新和薬品（昭和46年）         | 三共             |
| 三誠薬品     | 広島県                | タイコー医薬・東和薬品         | 広島県                   | ケンコー産業（昭和46年）     | 武田薬品         |
| 小倉薬品     | 福岡県                | コーエー                       | 山口県                   | コーエー小倉薬品（昭和46年） | 武田薬品         |
| 鈴木商店     | 新潟県                | 山和薬品商店                   | 山形県                   | ニチエー（昭和46年）         | 武田薬品         |
| 兵東薬販     | 兵庫県                | 共栄薬品                       | 兵庫県                   | 兵東薬販（昭和47年）         | 田辺製薬         |
| 鈴彦         | 宮城県                | 大学堂                         | 青森県                   | 鈴彦（昭和47年）             | 武田薬品         |
| 光薬品       | 大阪府                | 三馬薬品・イヤク・旭薬品       | 大阪府                   | ニチヤク（昭和47年）         | 武田薬品         |
| 山尾薬品     | 京都府                | 共和薬品                       | 京都府                   | 山尾薬品（昭和47年）         | 藤沢薬品         |
| 成和産業     | 広島県                | 光栄堂                         | 島根県                   | 成和産業（昭和49年）         | 三共             |
| 光南薬品     | 沖縄県                | 南陽薬品                       | 沖縄県                   | コーヨー薬品（昭和49年）     | 武田薬品         |
| 昭和薬品     | 愛知県                | 王子薬品                       | 岐阜県                   | 昭和薬品（昭和50年）         | 三共             |
| 王水堂薬品   | 島根県                | 増谷薬品                       | 鳥取県                   | 王水堂薬品（昭和50年）       | 武田薬品         |
| 根本薬品     | 福島県                | 福島薬品                       | 福島県                   | 福薬根本（昭和52年）         | 武田薬品         |
| 良互薬品     | 岡山県                | 辻本薬品                       | 広島県                   | 良互薬品（昭和53年）         | 田辺製薬         |
| 成和産業     | 広島県                | 山陰薬品                       | 鳥取県                   | 成和産業（昭和53年）         | 三共             |
| 小田島薬店   | 岩手県                | 佐野薬品・桜井薬品             | 青森県・宮城県           | 小田島（昭和53年）           | 武田薬品         |
| 神代薬品     | 佐賀県                | 溝上薬品                       | 佐賀県                   | シンコー薬品（昭和53年）     | 武田薬品         |
| 杉本薬品     | 広島県                | 新和薬品                       | 岡山県                   | 杉本新和（昭和54年）         | 三共             |
| 高田薬品     | 東京都                | 東栄薬品                       | 東京都                   | 高田東栄薬品（昭和54年）     | 塩野義製薬       |
| 天泉薬品     | 大阪府                | 三丘薬品                       | 大阪府                   | 天泉三丘薬品（昭和55年）     | 塩野義製薬       |
| 昭和薬品     | 愛知県                | 横路薬品                       | 愛知県                   | 昭和薬品（昭和55年）         | 三共             |
| 大黒南海堂   | 福岡県                | ケイホ薬品・大九薬品           | 長崎県・福岡県           | 九薬（昭和55年）             | 三共             |
| 岡山医薬品   | 岡山県                | マヤ薬局                       | 岡山県                   | 岡山医薬品（昭和55年）       | 塩野義製薬       |
| 稲田薬品     | 鳥取県                | 加藤二星堂・乾薬品             | 島根県・鳥取県           | サンコー薬品（昭和56年）     | 塩野義製薬       |
| 高知厚生     | 高知県                | ハザマ共栄堂                   | 高知県                   | コーエイ（昭和57年）         | 三共             |
| 明希         | 石川県                | 駒屋薬品                       | 石川県                   | 明希（昭和57年）             | 三共             |
| 福薬根本     | 福島県                | タキタ                         | 福島県                   | 恒和薬品（昭和58年）         | 武田薬品         |
| 鈴彦         | 宮城県                | 朝日薬品・村研薬品             | 山形県・岩手県           | サンエス（昭和58年）         | 武田薬品         |
| 国松         | 千葉県                | コイケ薬品                     | 千葉県                   | チヤク（昭和58年）           | 武田薬品         |
| 良永同仁堂   | 福岡県                | 三和薬品                       | 福岡県                   | 良和薬品（昭和59年）         | 三共             |
| 山田仙寿堂   | 宮城県                | 米城薬品                       | 宮城県                   | エーシン（昭和59年）         | 三共             |
| 昭和薬品     | 愛知県                | 三友産業                       | 愛知県                   | 昭和薬品（昭和59年）         | 三共             |
| 大新薬品     | 愛媛県                | 鈴江日進堂                     | 徳島県                   | エイワ（昭和59年）           | 田辺製薬         |
| 潮田薬品     | 茨城県                | 三国堂                         | 栃木県                   | 潮田三国堂（昭和59年）       | 武田薬品         |
| 吉井         | 熊本県                | 重陽堂薬品                     | 長崎県                   | 吉井（昭和60年）             | 田辺製薬         |
| 小田島       | 岩手県                | 橋本薬品                       | 栃木県                   | 小田島（昭和60年）           | 武田薬品         |
| 神原薬業     | 香川県                | 村上戸井                       | 愛媛県                   | 神原薬業（昭和61年）         | 三共             |
| 湊川薬品     | 兵庫県                | ツルタ薬品                     | 兵庫県                   | 湊川ツルタ薬品（昭和61年）   | 塩野義製薬       |
| 川口屋       | 福岡県                | 岡崎薬品・堺薬品・林薬品       | 熊本県・宮崎県・鹿児島県 | ユニック（昭和61年）         | 武田薬品         |
| 大協         | 兵庫県                | 兵東薬販                       | 兵庫県                   | シンエー（昭和61年）         | 三共             |
| 王水堂薬品   | 島根県                | 不二薬品                       | 島根県                   | 王水堂薬品（昭和61年）       | 武田薬品         |
| 日本海薬品   | 鳥取県                | 良互薬品                       | 岡山県                   | サンキ（旧）（昭和61年）     | 田辺製薬         |
| 光洋薬品     | 広島県                | サンキ（旧）                   | 鳥取県                   | サンキ（昭和62年）           | 田辺製薬         |
| コーヨー薬品 | 沖縄県                | サミット商事                   | 沖縄県                   | コーヨー薬品（昭和62年）     | 武田薬品         |
| 河野薬品     | 広島県                | 伊藤薬品                       | 山口県                   | 河野薬品（昭和62年）         | 塩野義製薬       |
| 大森薬品     | 東京都                | 横浜薬品                       | 神奈川県                 | 大森薬品（昭和63年）         | 塩野義製薬       |
| スズケン     | 愛知県                | 笹菊薬品                       | 新潟県                   | スズケン（昭和63年）         | 塩野義製薬       |
| 徳島大薬     | 徳島県                | 恭生薬品                       | 徳島県                   | トクヤク（昭和63年）         | 塩野義製薬       |
| 嶋路         | 京都府                | 半井・中川薬品                 | 京都府                   | 井筒薬品（昭和63年）         | 武田薬品         |
| 三星堂       | 兵庫県                | 山本薬品                       | 兵庫県                   | 三星堂（昭和63年）           | 武田薬品         |
| 重松本店     | 大阪府                | キンキ薬品・京薬・明快薬品     | 大阪府・京都府・大阪府   | 協進（昭和63年）             | 三共             |
| カイホウ     | 大阪府                | タカハシ                       | 大阪府                   | カイホウ（昭和63年）         | 武田薬品         |
| クラヤ薬品   | 東京都                | 本郷薬品                       | 東京都                   | クラヤ薬品（昭和63年）       | 武田薬品         |